# Плещеницька сільська рада
Плещеницька сільска рада — (біл. Плешчаніцкі сельсавет), адміністративно-територіальна одиниця в складі Логойського району розташована в Мінській області Білорусі. Адміністративний центр — Плещениці.
Плещеницька сільська рада розташована на межі центральної Білорусі, у північній частині Мінської області орієнтовне розташування — супутникові знимки, на північ від Логойська.
Утворено 20 серпня 1924 року у складі Плещаницького району Борисівської округи БРСР. Центр — місто Плещаниці. З 9 червня 1927 року у складі Мінського округу. Після скасування районного поділу 26 липня 1930 року у складі Плещаницького району БРСР. З 20 лютого 1938 року у складі Мінської області. 27 вересня 1938 року Плещаниці отримали статус селища міського типу. З 25 грудня 1962 року у складі Логойського району.
30 жовтня 2009 року Плещаницьку селищну раду реорганізовано в Плещаницьку сільську раду.
До складу сільради входять такі населені пункти:
- Бурі
- Вязівщина
- Загір'я
- Задвірки
- Зади
- Замостя
- Застінок
- Калюга
- Комарівка
- Лядо
- Отрубок
- Приліпці
- Рудня
- Русаки
- Слобода
- Соколи
- Юльяново